# Mécanisme de Kelvin-Helmholtz
En astrophysique, le mécanisme de Kelvin-Helmholtz est un phénomène qui a lieu lorsque la surface d'une étoile ou d'une planète se refroidit. Ce refroidissement entraîne une baisse de pression, qui entraîne à son tour une contraction du corps céleste. Cette compression entraîne alors un réchauffement du centre du corps. Ce mécanisme est observable de façon évidente pour Jupiter et Saturne : on estime que le premier produit davantage de radiation qu'il n'en reçoit du Soleil. On peut aussi l'observer sur les naines brunes dont les températures centrales ne sont pas assez élevées pour entrer en fusion nucléaire.
Ce mécanisme a été d'abord proposé par Lord Kelvin et Hermann von Helmholtz vers le milieu du XIXe siècle afin d'expliquer la source d'énergie du Soleil et d'estimer la durée de son refroidissement, que l'on pensait alors régulier et inéluctable. Il a par contre été déterminé que la quantité d'énergie générée par ce processus est trop faible pour alimenter le Soleil et que son énergie est plutôt thermonucléaire.